# Ilm-Kreis
Ilm-Kreis este un Kreis în landul Turingia, Germania. 